# Ščitasti vulkan
Ščitasti vulkan je vrsta vulkana, imenovanega po nizkem profilu, ki spominja na bojevniški ščit, ki leži na tleh. Nastane z izbruhom zelo tekoče (nizko viskozne) lave, ki potuje dlje in tvori tanjše tokove kot bolj viskozna lava, ki je izbruhnila iz stratovulkana. Ponavljajoči se izbruhi povzročajo enakomerno kopičenje širokih plasti lave, ki ustvarjajo značilno obliko ščitastega vulkana.
Ščitaste vulkane najdemo povsod, kjer tekoča lava z nizko vsebnostjo silicijevega dioksida doseže površino kamnitega planeta. Vendar pa so najbolj značilni za vulkanizem oceanskih otokov, povezan z vročimi točkami ali z vulkanizmom celinskih tektonskih jarkov. Vključujejo največje vulkane na zemlji, kot sta masiv Tamu in Mauna Loa. Velikanske ščitaste vulkane najdemo na drugih planetih Osončja, vključno z Olympus Monsom na Marsu  in Sapas Mons na Veneri.

## Etimologija
Izraz ščitasti vulkan je vzet iz nemškega izraza Schildvulkan, ki ga je skoval avstrijski geolog Eduard Suess leta 1888 in ki je bil kot kalk prenesen v angleščino do leta 1910 in kasneje preveden v druge jezike.

## Geologija

### Struktura
Ščitasti vulkani se od treh drugih glavnih vulkanskih vrst – stratovulkanov, kupole lave in pepelastih stožcev – razlikujejo po strukturni obliki, ki je posledica njihove posebne magmatske sestave. Od teh štirih oblik ščitasti vulkani izbruhnejo najmanj viskozne lave. Medtem ko so stratovulkani in kupole lave produkt zelo viskoznih tokov, pepelni stožci pa so zgrajeni iz eksplozivno eruptivne tefre, so ščitni vulkani produkt nežnih izlivnih izbruhov zelo tekočih lav, ki sčasoma ustvarijo širok, nežno nagnjen istoimenski ščit. Čeprav se izraz na splošno uporablja za bazaltne ščite, so ga včasih uporabljali tudi za redkejše sketiformne vulkane različne magmatske sestave – predvsem piroklastične ščite, ki nastanejo z nabiranjem drobnega materiala iz posebej močnih eksplozivnih izbruhov in redkejše ščite iz felzične lave, ki jih tvorijo nenavadno tekoče felzične magme. Primeri piroklastičnih ščitov so vulkan Billy Mitchell v Papui Novi Gvineji in kompleks Purico v Čilu; primer felzičnega ščita je območje Ilgachuz v Britanski Kolumbiji v Kanadi. Ščitasti vulkani so po izvoru podobni ogromnim planotam lave in poplavnim bazaltom, ki so prisotni v različnih delih sveta. To so eruptivne značilnosti, ki se pojavljajo vzdolž odprtin linearne razpoke in se od drugih vulkanov ločijo po pomanjkanju prepoznavnega primarnega eruptivnega središča.
Vulkani z aktivnim ščitom doživljajo skoraj neprekinjeno eruptivno aktivnost v izjemno dolgih časovnih obdobjih, kar ima za posledico postopno nastajanje zgradb, ki lahko dosežejo izjemno velike dimenzije. Z izjemo poplavnih bazaltov so zreli ščiti največji vulkanski elementi na Zemlji. Vrh največjega subaerialnega vulkana na svetu, Mauna Loa, leži na 4169 m nad morsko gladino, vulkan, širok več kot 100 km na svojem dnu, pa naj bi vseboval približno 80.000 km3  bazalta. Masa vulkana je tako velika, da je skorjo podrla pod seboj za nadaljnjih 8 km. Glede na to pogrezanje in višino vulkana nad morskim dnom je "prava" višina Mauna Loe od začetka njene eruptivne zgodovine približno 17.170 m. Mount Everest je za primerjavo visok 8848 m. Septembra 2013 je ekipa pod vodstvom Williama Sagerja z univerze v Houstonu objavila odkritje masiva Tamu, ogromnega ugaslega vulkana s podmorskim ščitom doslej neznanega izvora, ki na območju približno 450 krat 650 km  nižji od vseh predhodnih znanih vulkanov na planetu. Vendar obseg vulkana ni bil potrjen.
Ščitasti vulkani imajo nežno (običajno 2° do 3°) pobočje, ki postane postopoma strmejše z nadmorsko višino (doseže približno 10°), preden se zravna v bližini vrha in tvori celotno navzgor konveksno obliko. V višino so običajno približno ena dvajsetina njihove širine. Čeprav se splošna oblika "tipičnega" ščitastega vulkana po svetu malo razlikuje, obstajajo regionalne razlike v njihovi velikosti in morfoloških značilnostih. Tipični ščitasti vulkani, ki jih najdemo v Kaliforniji in Oregonu, merijo 5 do 6 km v premer in 500 do 600 m v višino, medtem ko ščitasti vulkani v osrednjem mehiškem vulkanskem polju Michoacán–Guanajuato povprečno 340 m v višino in 4100 m v širino, s povprečnim kotom naklona 9,4° in povprečno prostornino 1,7 km3.
Območja razpok so prevladujoča značilnost ščitastih vulkanov, kar je redko na drugih vrstah vulkanov. Veliko, decentralizirano obliko havajskih vulkanov v primerjavi z njihovimi manjšimi, simetričnimi islandskimi sorodniki je mogoče pripisati izbruhom razpok. Odzračevanje razpok je običajno na Havajih; večina havajskih izbruhov se začne s tako imenovanim "ognjenim zidom" vzdolž glavne razpoke, preden se centralizira na majhno število točk. To je razlog za njihovo asimetrično obliko, medtem ko islandski vulkani sledijo vzorcu osrednjih izbruhov, v katerih prevladujejo kaldere na vrhu, zaradi česar je lava bolj enakomerno razporejena ali simetrična.

## Značilnosti izbruha
Večina tega, kar je trenutno znanega o ščitastem vulkanskem eruptivnem značaju, je bilo pridobljeno iz študij, opravljenih na vulkanih na otoku Hawaiʻi, ki je zaradi njihove znanstvene dostopnosti daleč najbolj intenzivno raziskan od vseh ščitov;[21] otok je dal ime počasnemu toku; -premični, eruptivni izbruhi, značilni za ščitasti vulkanizem, znani kot havajski izbruhi. Za te izbruhe, ki so najmanj eksplozivni med vulkanskimi dogodki, je značilna efuzijska emisija zelo tekočih bazaltnih lav z nizko vsebnostjo plinov. Te lave prepotujejo veliko večjo razdaljo kot tiste pri drugih eruptivnih vrstah, preden se strdijo in tvorijo izjemno široke, a razmeroma tanke magmatske plošče, pogosto manjše od 1 m debele. Majhne količine takšne lave, ki se v daljšem časovnem obdobju nalaga, je tisto, kar počasi gradi značilno nizek, širok profil zrelega ščitastega vulkana.
Tudi za razliko od drugih eruptivnih tipov se havajski izbruhi pogosto pojavljajo pri decentraliziranih odprtinah za razpoke, začenši z velikimi "ognjenimi zavesami", ki hitro ugasnejo in se koncentrirajo na določenih lokacijah na območjih razpok vulkana. Medtem pa so izbruhi osrednjega prezračevanja pogosto v obliki velikih fontan lave (tako neprekinjenih kot občasnih), ki lahko dosežejo višino več sto metrov ali več. Delci iz fontan lave se običajno ohladijo v zraku, preden udarijo ob tla, kar povzroči kopičenje drobcev pepela; ko pa je zrak še posebej nasičen s piroklasti, se ti zaradi okoliške toplote ne morejo dovolj hitro ohladiti in še vroča udarijo ob tla ter se kopičijo v brizgalne stožce. Če so stopnje izbruha dovolj visoke, lahko celo tvorijo tokove lave, ki se napajajo s škropljenjem. Havajski izbruhi so pogosto izjemno dolgotrajni; Puʻu ʻŌʻō, pepelni stožec v Kīlauei, je neprekinjeno izbruhnil od 3. januarja 1983 do aprila 2018.
Tokove iz havajskih izbruhov lahko razdelimo na dve vrsti glede na njihove strukturne značilnosti: lava pāhoehoe, ki je razmeroma gladka in teče z vrvičasto teksturo, in ʻaʻā tokovi, ki so gostejši, bolj viskozni (in s tem počasnejši) in bolj blokovni. Ti tokovi lave so lahko debeli med 2 in 20 m. Tokovi lave ʻaʻā se premikajo skozi pritisk— delno strjena sprednja stran toka se strmi zaradi mase lave, ki teče za njim, dokler se ne odlomi, nato pa se splošna masa za njo premakne naprej. Čeprav se vrh toka hitro ohladi, je taljeni spodnji del toka zaščiten s strjeno kamnino nad njim in s tem mehanizmom lahko ʻaʻā tokovi vzdržujejo gibanje dlje časa. Nasprotno pa se tokovi pāhoehoe gibljejo v bolj običajnih plasteh ali z napredovanjem "prstov" lave v kačečih stebrih lave. Povečanje viskoznosti na strani lave ali strižna napetost na delu lokalne topografije lahko spremeni tok pāhoehoe v ʻaʻā, vendar se obratno nikoli ne zgodi.
Čeprav je večina ščitastih vulkanov po volumnu skoraj v celoti havajskega in bazaltnega izvora, je le redko ekskluzivno. Nekateri vulkani, kot sta Mount Wrangell na Aljaski in Cofre de Perote v Mehiki, kažejo dovolj velika nihanja v svojih zgodovinskih magmatskih eruptivnih značilnostih, da postavljajo v dvom strogo kategorično razvrstitev; ena geološka študija de Peroteja je šla tako daleč, da je namesto tega predlagala izraz "sestavljeni ščitu podoben vulkan". Večina zrelih ščitastih vulkanov ima na svojih bokih več pepelastih stožcev, ki so posledica izmeta tefre, ki so pogosti med neprekinjeno aktivnostjo, in označevalci trenutno in prej aktivnih mest na vulkanu. Primer teh parazitskih stožcev je v puʻu ʻŌʻō na Kīlauei – nenehna dejavnost, ki poteka od leta 1983, je zgradila 698 m visok stožec na mestu enega najdaljših izbruhov razpok v znani zgodovini.
Havajski ščitasti vulkani niso v bližini nobenih meja plošč; vulkanska aktivnost te otoške verige je porazdeljena s premikom oceanske plošče po vzponu magme, znanem kot vroča točka. V milijonih let tektonsko gibanje, ki premika celine, ustvarja tudi dolge vulkanske sledi po morskem dnu. Havajski in galapaški ščiti ter drugi podobni ščiti žariščnih točk so zgrajeni iz oceanskega otoškega bazalta. Za njihovo lavo je značilna visoka vsebnost natrija, kalija in aluminija.
Značilnosti, ki so pogoste v ščitastem vulkanizmu, vključujejo cevi lave. Cevi iz lave so vulkanske oblike, podobne jamam, ki nastanejo s strjevanjem prekrivne lave. Te strukture pomagajo pri nadaljnjem širjenju lave, saj stene cevi izolirajo lavo v notranjosti. Cevi iz lave lahko predstavljajo velik del dejavnosti ščitastih vulkanov; na primer, ocenjenih 58 % lave, ki tvori Kīlauea, izvira iz lavnih cevi.
Pri nekaterih izbruhih ščitastih vulkanov se bazaltna lava izliva iz dolge razpoke namesto osrednje odprtine in zavije podeželje z dolgim pasom vulkanskega materiala v obliki široke planote. Planote te vrste obstajajo na Islandiji, v Washingtonu, Oregonu in Idahu; najbolj izstopajoče so ob reki Snake v Idahu in reki Columbia v Washingtonu in Oregonu, kjer je bila izmerjena njihova debelina več kot 2 km.
Kaldere so pogosta značilnost ščitastih vulkanov. Oblikujejo se in reformirajo skozi življenjsko dobo vulkana. Dolga eruptivna obdobja tvorijo pepelaste stožce, ki se sčasoma sesedejo in tvorijo kaldere. Kaldere so pogosto napolnjene s postopnimi izbruhi ali nastanejo drugje, in ta cikel propada in regeneracije poteka skozi celotno življenjsko dobo vulkana.
Interakcije med vodo in lavo na ščitastih vulkanih lahko povzročijo, da nekateri izbruhi postanejo hidrovulkanski. Ti eksplozivni izbruhi se drastično razlikujejo od običajne ščitastse vulkanske dejavnosti in so še posebej razširjeni na vodnih vulkanih Havajskih otokov.
- ʻAʻa napreduje nad strjenim pāhoehoejem na Kīlauei na Havajih
- Vodnjak lave pāhoehoe na Kīlauei izbruhne
- Jezero lave v kalderi Erta Ale, aktivnega ščitastega vulkana v Etiopiji
- Tokovi Pāhoehoe vstopajo v Tihi ocean na otoku Hawaiʻi
- Puʻu ʻŌʻō, parazitski stožec iz pepela na Kīlauei, vodnjak lave v mraku junija 1983, blizu začetka svojega eruptivnega cikla
- Nāhuku, slavna cev lave na otoku Hawaiʻi, zdaj turistična atrakcija v narodnem parku Hawaiʻi Volcanoes